# Дуруби, Ала ад-Дин
Ала ад-Дин ад-Дуруби (араб. علاء الدين الدروبي‎; 1870, Дамаск — 21 августа 1920) — сирийский государственный деятель, исполнял обязанности директора Консультационного бюро при короле Фейсале I, премьер-министра во время режима французского мандата (1920).

## Биография
Происходит из влиятельной аристократической семьи из города Хомс. К этой семье относится Латифа ад-Друби, первая леди Сирии с 29 января 2025 года, жена президента Сирии Ахмеда аш-Шараа.
Учился в Османской медицинской академии в Константинополе. Затем был одним из многих докторов султана Абдул-Хамида II. (По информации, приведённой на сайте семьи ад-Дуруби, Ала ад-Дин, вместе с Хашимом аль-Атасси изучал в Константинополе право, а затем служил послом Высокой порты на Балканах, вали Йемена, губернатором Басры). После падения Османской империи в 1918 году, ад-Дуруби сблизился с хашимитским режимом, созданным в Дамаске. Он был назначен главой Консультационного бюро при короле Фейсале I. На этом посту он пребывал в течение всего периода правления Фейсала, вплоть до июля 1920 года. Сам Фейсал, перед отъездом в изгнание, назначил политика премьер-министром, как считается – в надежде, что тот приложит максимум усилий для сохранения арабского режима в Дамаске. Ад-Дуруби, однако, встретил французскую администрацию более чем лояльно, не только согласившись сотрудничать с нею, но и согласившись проводить явно профранцузскую политику. Так, он резко повысил налоги, для того чтобы содержать французскую армию на территории страны. Также провёл масштабную конфискацию оружия у гражданского населения страны и упразднил министерство иностранных дел, мотивировав это тем, что теперь международные отношения Сирии будут находиться в руках Франции. К тому же ад-Дуруби категорически запретил Фейсалу появляться на территории Сирии, угрожая ему арестом в случае нарушения этого запрета. Большое негодование сирийцев вызвала также молчаливая позиция невмешательства премьер-министра в отношении создания независимого Ливана в сентябре 1920 года.
В августе 1920 года поезд ад-Дуруби, направлявшегося в Хауран (близ сирийско-иорданской границы) попал в засаду, подготовленную сторонниками короля Фейсала I. В результате этого нападения он был убит.